# Từ quy
Từ quy là loài chim thường sống theo cặp. Đôi chim ngày đi cùng nhưng cứ đêm đến là lạc gọi nhau. Nguyễn Đình Thi trong bài chào mừng đại hội 4 các nhà văn Liên Xô năm 1967 cho rằng: Ở miền rừng núi chúng tôi, có một giống chim gọi là từ quy. Các ông bà già bảo rằng có đôi người yêu ngày xưa bị kẻ gian ác ngăn cấm không lấy được nhau, đã hóa thành giống chim ấy. Cho nên đến tận bây giờ, cứ đêm đêm người ta nghe thấy những con chim từ quy gọi nhau từng đôi, một con ở đầu núi này, một con ở đầu núi khác, suốt đêm đôi chim tìm gọi nhau cho đến sáng thì mới gặp nhau. Nhạc sĩ Đức Trịnh trong ca khúc Miền xa thẳm (giải A của Giải thưởng văn học nghệ thuật báo chí 5 năm (2004 - 2009) của Bộ Quốc phòng) đã viết: Một tình yêu như cánh chim từ quy bay bay đi tìm nhau.